# Spring Glen
Spring Glen est une census-designated place du comté de Carbon, dans l'État de l'Utah, aux États-Unis. En 2020, elle compte une population de 1 054 habitants.